# Ованнисян, Ваган Эдуардович
Вага́н Эдуа́рдович Ованнися́н (арм. Վահան  Հովհաննիսյան; 16 августа 1956, Ереван — 28 декабря 2014, Германия) — армянский государственный деятель.
- 1973—1978 — Московский педагогический университет. Историк. Археолог. Кандидат исторических наук.
- 1978—1980 — служил в советской армии.
- 1980—1989 — был научным сотрудником, заведующим научно-исследовательским отделом музея «Эребуни».
- 1989 — сотрудником института археологии и этнографии АН.
- 1990—1992 — участвовал в карабахской войне.
- 1992—1995 — был членом бюро АРФД.
- 1995—1998 — был в заключении (по не подтверждённым впоследствии обвинениям).
- 1998—1999 — работал советником президента Армении, председателем комиссии по вопросам местного самоуправления.
- 1999—2003 — был депутатом парламента. Член постоянной комиссии по обороне, национальной безопасности и внутренним делам. Член фракции АРФД.
- 12 июня 2003 — 28 февраля 2008 — был вице-спикером парламента Армении.
- 2003—2007 — депутат парламента Армении.
- 2007—2012 — депутат Национального собрания Армении. Член партии «АРФД».
- Февраль 2008 — кандидат в президенты Армении.
- 6 мая 2012 года — избран депутатом НС по пропорциональной избирательной системе от партии «АРФД»
- 28 декабря 2013 года назначен послом Армении в Германии.